# Виллидж-Парк
Виллидж-Парк (англ. Village Park — букв. «деревня-парк») — статистически обособленная местность, расположенная в округе Гонолулу (штат Гавайи, США).

## География
Согласно Бюро переписи населения США статистически обособленная местность Виллидж-Парк имеет общую площадь 2,4 квадратных километров, относящихся к суше.

## Демография
По данным переписи населения за 2000 год в Виллидж-Парк проживало 9625 человек, насчитывалось 2628 домашних хозяйств, 2281 семья и 2776 жилых домов. Средняя плотность населения составляла около 4050,2 человек на один квадратный километр.
Расовый состав Виллидж-Парк по данным переписи распределился следующим образом: 9,36 % белых, 2,24 % — чёрных или афроамериканцев, 0,25 % — коренных американцев, 57,9 % — азиатов, 7,57 % — коренных жителей тихоокеанских островов, 21,45 % — представителей смешанных рас, 1,22 % — других народностей. Испаноговорящие составили 7,09 % населения.
Из 2628 домашних хозяйств в 49,8 % — воспитывали детей в возрасте до 18 лет, 70,9 % представляли собой совместно проживающие супружеские пары, в 10,5 % семей женщины проживали без мужей, 13,2 % не имели семьи. 8,3 % от общего числа семей на момент переписи жили самостоятельно, при этом 0,5 % составили одинокие пожилые люди в возрасте 65 лет и старше. В среднем домашнее хозяйство ведут 3,66 человек, а средний размер семьи — 3,87 человек.
Население Виллидж-Парк по возрастному диапазону (данные переписи 2000 года) распределилось следующим образом: 30,4 % — жители младше 18 лет, 10,1 % — между 18 и 24 годами, 32,3 % — от 25 до 44 лет, 21,9 % — от 45 до 64 лет и 5,3 % — в возрасте 65 лет и старше. Средний возраст жителей составил 31 год. На каждые 100 женщин приходилось 101,1 мужчин, при этом на каждые сто женщин 18 лет и старше приходилось 97,7 мужчин также старше 18 лет.
Средний доход на одно домашнее хозяйство Виллидж-Парк составил 70 302 долларов США, а средний доход на одну семью — 72 422 доллара. При этом мужчины имели средний доход в 35 317 долларов в год против 25 610 долларов среднегодового дохода у женщин. Доход на душу населения составил 19 579 долларов в год. 3,4 % от всего числа семей в местности и 5 % от всей численности населения находилось на момент переписи за чертой бедности, при этом 6,5 % из них были моложе 18 лет и 1,7 % в возрасте 65 лет и старше.